# اسپیرو اگنیو
اسپیرو اگنیو (انگلیسی: Spiro Agnew; ‎/ˈspɪroʊ ˈæɡnjuː/‎; زاده ۹ نوامبر ۱۹۱۸ درگذشته ۱۷ سپتامبر ۱۹۹۶) یک سیاستمدار و حقوق‌دان آمریکایی بود که در زمان ریاست‌جمهوری نیکسون، طی سال‌های ۱۹۶۹ تا زمان استعفای خود ۱۹۷۳ به عنوان ۳۹مین معاون رئیس‌جمهور ایالات متحده مشغول به کار بود. او دومین معاون از دو معاون رئیس‌جمهور است که از این سمت استعفا داده است، اولی جان سی کالهون در سال ۱۸۳۲ بود.
او در سال ۱۹۷۳، توسط دادستان ایالات متحده در منطقه مریلند به ظن توطئه جنایی، رشوه، اخاذی و کلاهبرداری مالیاتی مورد تحقیق قرار گرفت. آگنیو بدون اعتراض به اتهام فرار مالیاتی و از سمت استعفا کرد.پس از آن نیکسون، جرالد فورد، رهبر جمهوریخواهان مجلس نمایندگان را جایگزین او کرد. آگنیو بقیه عمر خود را بی سر و صدا گذراند و به ندرت در انظار عمومی ظاهر شد. او یک رمان و یک خاطره نوشت که در هر دو از اقدامات خودش دفاع کرد. آگنیو در سال ۱۹۹۶ در سن ۷۷ سالگی بر اثر سرطان خون حاد تشخیص داده نشده، در خانه درگذشت.